# Giải quần vợt Wimbledon 2021 - Đơn xe lăn quad
Dylan Alcott là đương kim vô địch và bảo vệ thành công danh hiệu, đánh bại Sam Schröder trong trận chung kết, 6–2, 6–2.

## Hạt giống
1. Dylan Alcott (Vô địch)
2. Andy Lapthorne (Bán kết)

## Kết quả

### Từ viết tắt
| - Q = Vòng loại - WC = Đặc cách - LL = Thua cuộc may mắn - Alt = Thay thế - SE = Miễn đặc biệt | - PR = Bảo toàn thứ hạng - w/o = Thắng nhờ đối thủ rút lui trước trận đấu - r = Bỏ cuộc giữa trận đấu - d = Bị xử thua - SR = Xếp hạng đặc biệt |

### Chung kết
|  | Bán kết | Bán kết        | Bán kết | Bán kết      | Bán kết |   |              | Chung kết    | Chung kết      | Chung kết    | Chung kết    | Chung kết    |  |
|  |         |                |         |              |         |   |              |              |                |              |              |              |  |
|  | 1       | Dylan Alcott   | 6       | 6            |         |   |              |              |                |              |              |              |  |
|  | 1       | Dylan Alcott   | 6       | 6            |         |   |              |              |                |              |              |              |  |
|  | WC      | David Wagner   | 2       | 2            |         |   |              |              |                |              |              |              |  |
|  | WC      | David Wagner   | 2       | 2            |         | 1 | Dylan Alcott | 6            | 6              |              |              |              |  |
|  |         |                |         |              |         | 1 | Dylan Alcott | 6            | 6              |              |              |              |  |
|  |         |                |         | Sam Schröder | 2       | 2 |              |              |                |              |              |              |  |
|  |         | Sam Schröder   | 7       | Sam Schröder | 2       | 2 | 65           | 6            |                |              |              |              |  |
|  |         | Sam Schröder   | 7       |              |         |   | 65           | 6            |                |              |              |              |  |
|  | 2       | Andy Lapthorne | 5       | 7            | 3       |   |              | Tranh hạng 3 | Tranh hạng 3   | Tranh hạng 3 | Tranh hạng 3 | Tranh hạng 3 |  |
|  | 2       | Andy Lapthorne | 5       | 7            | 3       |   |              |              |                |              |              |              |  |
|  |         |                |         |              |         |   |              |              |                |              |              |              |  |
|  |         |                |         |              |         |   |              | WC           | David Wagner   | 6            | 3            | 4            |  |
|  |         |                |         |              |         |   |              | WC           | David Wagner   | 6            | 3            | 4            |  |
|  |         |                |         |              |         |   |              | 2            | Andy Lapthorne | 4            | 6            | 6            |  |